# Monika Drybulska-Stefanowicz
Monika Drybulska-Stefanowicz (ur. 15 maja 1980 w Wągrowcu) – polska biegaczka, maratonka.

## Życiorys
Reprezentantka Olimpii Poznań (1998–2006) i WKS Grunwald Poznań (od 2008). Olimpijka z Aten (2004), Pekinu (2008 i Rio de Janeiro (2016). 
Mistrzyni Polski w półmaratonie (2002, 2006) i maratonie (2004, 2008, 2015). Wielokrotna medalistka międzynarodowych zawodów wojska; 31 października 2010, w Atenach, zajęła drugie miejsce w Wojskowych Mistrzostwach Świata w Maratonie.
Jest żołnierzem Wojska Polskiego w stopniu starszego szeregowego.

## Rekordy życiowe
- półmaraton – 1:12:14 (2015),
- maraton – 2:28:26 (17 kwietnia 2016, Hamburg)